# Расправа
Расправа је врста научне прозе. Има за циљ да докаже исправност или неисправност одређеног тврђења, да саопшти нове идеје и истине о предмету који расправља, да истакне нове односе или чињенице. Како је у расправи најважније доказивање, а писац расправе намјерава да убједи читаоца у исправност својих тврђења и поставки, он је дужан, поред прегледно и брижљиво изложене, а претходно свестрано проучене материје, да саопшти и аргументацију, обично у напоменама испод текста (фуснота), у посебно приложеним документима, графиконима и илустрацијама. Расправа се састоји из: увода, где се одређују циљ и методе истраживања и назначују тезе; разраде, где се тезе доказују, и закључка, који сажето и прецизно обједињује све резултате истраживања. Научна расправа која се подноси универзитету ради добијања докторског звања назива се докторском дисертацијом или докторском тезом. За расправу постоји и термин: трактат, од лат. tractatus – обрађивање.